# Revolt
"Revolt" é uma canção da banda inglesa de rock Muse do seu sétimo álbum, intitulado Drones (2015). Foi lançado como terceiro single do disco em 4 de novembro de 2015.

## Descrição
Em sua resenha do álbum, Andrew Trendell da Gigwise disse que a canção "um chamado para as armas feitos por sintetizadores e poderosa balada de space-age, algo entre Bryan Adams, Journey e Eurovision". Mark Beaumont da NME descreveu a música como "uma tormenta velocidade dois com riffs monumentais".

## Recepção
A música recebeu críticas mistas dos especialistas. Enquanto o analista da NME' afirmou que "Revolt" era "uma das canções mais criativas" do Muse, Collin Brennan da Consequence of Sound disse que a música parecia "um Queen teatral exagerado". Ele completou dizendo que a canção é "cativante, ocasionalmente chamando atenção".

## Tabelas musicais
| Paradas (2015)                                | Melhor posição |
| --------------------------------------------- | -------------- |
| Bélgica (Ultratip Bubbling Under de Flandres) | 20             |
| Bélgica (Ultratip Bubbling Under da Valônia)  | 19             |